# Géorgie aux Jeux olympiques de la jeunesse d'hiver de 2012
La Géorgie a participé aux Jeux olympiques de la jeunesse d'hiver de 2012 à Innsbruck en Autriche du 13 au 22 janvier 2012. L'équipe géorgienne était composée de deux athlètes dans un sport, le ski alpin.

## Résultats

### Ski alpin
La Géorgie a qualifié un homme et une femme en ski alpin.
Homme
| Athlète              | Épreuve      | Finale        | Finale          | Finale          | Finale          |
| Athlète              | Épreuve      | Manche 1      | Manche 2        | Total           | Rang            |
| -------------------- | ------------ | ------------- | --------------- | --------------- | --------------- |
| Nikoloz Kozanashvili | Slalom       | 43 s 25       | N'a pas terminé | N'a pas terminé | N'a pas terminé |
| Nikoloz Kozanashvili | Slalom géant | 1 min 01 s 77 | 57 s 98         | 1 min 59 s 75   | 20              |

Femme
| Athlète      | Épreuve      | Finale        | Finale        | Finale        | Finale |
| Athlète      | Épreuve      | Manche 1      | Manche 2      | Total         | Rang   |
| ------------ | ------------ | ------------- | ------------- | ------------- | ------ |
| Susana Gavva | Slalom       | 49 s 94       | 46 s 46       | 1 min 36 s 40 | 22     |
| Susana Gavva | Slalom géant | 1 min 07 s 73 | 1 min 07 s 28 | 2 min 15 s 01 | 32     |